# Channichthys mithridatis
Channichthys mithridatis is een straalvinnige vissensoort uit de familie van de krokodilijsvissen (Channichthyidae). De wetenschappelijke naam van de soort is voor het eerst geldig gepubliceerd in 2008 door Shandikov.